# Ute Haese
Ute Haese (* 23. März 1958 in Kiel) ist eine deutsche Schriftstellerin.

## Leben
Die promovierte Politologin und Historikerin war zunächst als Wissenschaftlerin an der Christian-Albrechts-Universität zu Kiel tätig. Neben Fachveröffentlichungen verfasste sie in dieser Zeit auch zahlreiche journalistische Kommentare zu politischen und sozialen Themen sowie – teilweise gemeinsam mit ihrem Ehemann Torsten Prawitt – mehrere Sachbücher.
Seit 1998 arbeitet sie hauptberuflich als freie Autorin und widmet sich inzwischen ausschließlich der Belletristik im Krimi- und Satirebereich sowie zusätzlich der Fotografie. Mit Kurzgeschichten ist sie auch in verschiedenen Anthologien vertreten. Darüber hinaus schreibt sie unter mehreren Pseudonymen sogenannte abgeschlossene Liebesromane für diverse Frauenzeitschriften.
Ute Haese lebt am Schönberger Strand in Schleswig-Holstein. Sie ist Mitglied bei den Mörderischen Schwestern – Vereinigung deutschsprachiger KrimiAutorinnen.

## Werke

### Sachbücher
- Die Kontroverse um die ethische Fundierung der Verteidigung in der katholischen Kirche. E.S. Mittler & Sohn, Herford 1991, ISBN 3-8132-0369-7.
- „Dem Leser ein Halt in schwerer Zeit“, Schleswig-Holsteinische Pressegeschichte 1945–1955. Christians, Hamburg 1994, ISBN 3-7672-1164-5.
- Katholische Kirche in der DDR, Geschichte einer politischen Abstinenz. Patmos, Düsseldorf 1998, ISBN 3-491-72381-7.
- „Zur Beförderung des heilsamen Sparkassenwesens“, 100 Jahre Sparkassen- und Giroverband für Schleswig-Holstein. Deutscher Sparkassen-Verlag, Stuttgart 1998, ISBN 3-09-303851-0.
- „… jedem seine Wohnung“: 50 Jahre NEUE LÜBECKER Norddeutsche Baugenossenschaft eG. Schmidt-Römhild, Lübeck 1999, ISBN 3-7950-0749-6.

### Romane
- Die Enkelmacher. Lerato, Oschersleben 2007, ISBN 978-3-938882-59-7.
- Holsteiner Blut. Gipfelbuch, Waldsolms 2008, ISBN 978-3-937591-53-7.
- So ehrbar So mächtig So tot. trafo, Berlin 2009, ISBN 978-3-89626-842-6.
- Tödliche Winde. Gipfelbuch, Waldsolms 2009, ISBN 978-3-937591-63-6.
- Die Soßenhobel-Mafia. trafo, Berlin 2009, ISBN 978-3-89626-842-6.
- DrachenHatz. Sutton, Erfurt 2011, ISBN 978-3-86680-751-8.
- So ehrbar. So mächtig. So tot. (überarbeitete Neuauflage), bookshouse, Pano Akourdaleia 2013, ISBN 978-9963-727-13-1.
- Ende. Aus. Vorbei. bookshouse, Pano Akourdaleia 2013, ISBN 978-9963-727-88-9.
- Die Enkelmacher. (überarbeitete Neuauflage). bookshouse, Pano Akourdaleia 2013, ISBN 978-9963-52-024-4.
- Grätenschlank. Emons, Köln 2014, ISBN 978-3-95451-374-1.
- Die Soßenhobel-Mafia. (überarbeitete Neuauflage). bookshouse, Pano Akourdaleia 2014, ISBN 978-9963-52-549-2.
- Fisch und fertig. Emons, Köln 2015, ISBN 978-3-95451-569-1.
- Den Letzten beißt der Dorsch. Emons, Köln 2016, ISBN 978-3-95451-972-9.
- Buttgeflüster. Emons, Köln 2017, ISBN 978-3-7408-0181-6.
- Heringshappen. Emons, Köln 2018, ISBN 978-3-7408-0421-3.
- Makrelenblues. Emons, Köln 2020, ISBN 978-3-7408-0790-0.
- Muss ja oder Quo vadis, Boomer? Bärenklau Exklusiv, Bärenklau 2025, ISBN 978-3-8190-2097-1

### E-Books
- Holsteiner Blut. Gipfelbuch, Waldsolms 2008, ISBN 978-3-937591-55-1.
- DrachenHatz. Sutton, Erfurt 2011, ISBN 978-3-86680-752-5.
- So ehrbar. So mächtig. So tot. bookshouse, Pano Akourdaleia 2013, ISBN 978-9963-727-15-5.
- Ende. Aus. Vorbei. bookshouse, Pano Akourdaleia 2013, ISBN 978-9963-727-90-2.
- Die Enkelmacher. (überarbeitete Neuauflage), bookshouse, Pano Akourdaleia 2013, ISBN 978-9963-52-026-8.
- Grätenschlank. Emons, Köln 2014, ISBN 978-3-86358-595-2.
- Die Soßenhobel-Mafia. (überarbeitete Neuauflage), bookshouse, Pano Akourdaleia 2014, ISBN 978-9963-52-551-5.
- Fisch und fertig. Emons, Köln 2015, ISBN 978-3-86358-819-9.
- Sag Kuh zu mir. LV Buch im Landwirtschaftsverlag, Münster 2016, ISBN 978-3-7843-5335-7.
- Den Letzten beißt der Dorsch. Emons, Köln 2016, ISBN 978-3-96041-102-4.
- Buttgeflüster. Emons, Köln 2017, ISBN 978-3-96041-254-0.
- Heringshappen. Emons, Köln 2018, ISBN 978-3-96041-402-5.
- Makrelenblues. Emons, Köln 2020, ISBN 978-3-96041-598-5.
- Muss ja oder Quo vadis, Boomer? Bärenklau Exklusiv, Bärenklau 2025, ISBN 978-3-7592-8795-3

### Kurzgeschichten
- Zwölf Uhr Mittag. In: Dietlind Kreber (Hrsg.): Mörderische Ostsee 1. Windspiel Verlag, Scharbeutz 2010, ISBN 978-3-9813966-0-7.
- Fleisches Lust . In: Dietlind Kreber (Hrsg.): Mörderische Ostsee 1. Windspiel Verlag, Scharbeutz 2010, ISBN 978-3-9813966-0-7.
- Tacheles mit Matschiss. In: Dietlind Kreber (Hrsg.): Mörderische Ostseegerichte. Windspiel Verlag, Scharbeutz 2011, ISBN 978-3-9813966-1-4.
- Still ruht die See. In: Petra Tessendorf (Hrsg.): Mörderische Ostsee 2. Windspiel Verlag, Scharbeutz 2011, ISBN 978-3-9813966-4-5.
- Unter Mannsbildern. In: Mainzer Rhein-Zeitung, Koblenz, 5. November 2012.
- Liebe geht durch den Magen. In: Dietlind Kreber (Hrsg.): Krimineller Reiseführer, Band 4, SYLT. Windspiel Verlag, Scharbeutz 2013, ISBN 978-3-944399-01-0.
- Gulasch. In: Minutenmorde. Dryas Verlag, Frankfurt am Main 2013.
- Action. In: Minutenmorde. Dryas Verlag, Frankfurt am Main 2013.
- Unter Mannsbildern. In: Minutenmorde. Dryas Verlag, Frankfurt am Main 2013.
- Auf den Hund gekommen. In: Angelika Waitschies (Hrsg.): Kriminelle Weihnachten in der Lübecker Bucht und der Hansestadt Lübeck. Windspiel Verlag, Scharbeutz 2013, ISBN 978-3-944399-04-1.
- Tod im Strandkorb. In: Dietlind Kreber (Hrsg.): Strandkorbkrimis – Lübecker Bucht / Hohwachter Bucht. Windspiel Verlag, Scharbeutz 2014, ISBN 978-3-944399-15-7.
- Prachtkerl sucht Klasseweib. In: Petra Tessendorf (Hrsg.): Me(h)ermorde in der Lübecker Bucht. Windspiel Verlag, Scharbeutz 2015, ISBN 978-3-944399-40-9.
- Action! In: Dietlind Kreber (Hrsg.): Mörderische Ostsee. Der neue kriminelle Reiseführer für die Lübecker Bucht. Windspiel Verlag, Scharbeutz 2017, ISBN 978-3-944399-54-6.
- Maulwürfe küsst man nicht. In: Anette Schwohl (Hrsg.): Hunde die bellen morden nicht. KBV-Verlag, Hillesheim 2020, ISBN 978-3-944399-54-6.

### Fotografie
- Vörn un achtern Diek. Ein fotografischer Streifzug durch die Probsteier Natur. Sutton, Erfurt 2011, ISBN 978-3-86680-759-4.
- Kühe 2015. Stürtz, Würzburg 2014, ISBN 978-3-8003-5334-7.
- Sag Kuh zu mir. LV Buch im Landwirtschaftsverlag, Münster 2014, ISBN 978-3-7843-5335-7.
- Kühe 2016. Stürtz, Würzburg 2015, ISBN 978-3-8003-5481-8.
- Kühe 2017. Stürtz, Würzburg 2016, ISBN 978-3-8003-5629-4.
- Kühe 2018. Stürtz, Würzburg 2017, ISBN 978-3-8003-5777-2.
- Kühe 2019. Stürtz, Würzburg 2018, ISBN 978-3-8003-5956-1.
- Kühe 2020. Stürtz, Würzburg 2019, ISBN 978-3-8003-6176-2.